# Pseudocyphellaria aurata
Pseudocyphellaria aurata är en lavart som först beskrevs av Erik Acharius, och fick sitt nu gällande namn av Vain. Pseudocyphellaria aurata ingår i släktet Pseudocyphellaria och familjen Lobariaceae.   Inga underarter finns listade i Catalogue of Life.